# Строительные нормы и правила
Строительные нормы и правила (СНиП) — совокупность принятых органами исполнительной власти нормативных актов технического, экономического и правового характера, регламентирующих осуществление градостроительной деятельности, а также инженерных изысканий, архитектурно-строительного проектирования и строительства.
Система нормативных документов в строительстве в СССР действовала наряду с системой стандартизации в строительстве, являющейся частью Государственной системы стандартизации, а также с системой стандартизации в рамках СЭВ. С 1995 года СНиПы являлись частным случаем технических регламентов. В 2010 году существующие СНиПы были признаны сводами правил.

## Действующие требования в строительстве
В Едином перечне продукции, в отношении которой устанавливаются обязательные требования в рамках Таможенного союза, содержатся:
- здания и сооружения,
- строительные материалы и изделия,
- автомобильные дороги,
- инфраструктура железнодорожного транспорта, в том числе высокоскоростного,
- инфраструктура метрополитена,
- объекты морского транспорта,
- объекты внутреннего водного транспорта.

Эти требования реализуются в рамках:
- национальных технических регламентов Российской Федерации:
  - О требованиях пожарной безопасности;
  - О безопасности зданий и сооружений;
  - О безопасности объектов внутреннего водного транспорта;
  - О безопасности объектов морского транспорта.
- технических регламентов Таможенного союза:
  - ТР ТС 003/2011 О безопасности инфраструктуры железнодорожного транспорта;
  - ТР ТС 014/2011 Безопасность автомобильных дорог.

Для выполнения обязательных требований технических регламентов Таможенного союза на добровольной основе используются межгосударственные стандарты (при их отсутствии — национальные). В случае неприменения данных стандартов осуществляется оценка соответствия на основе анализа рисков:п. 4.
Также разрабатывается технический регламент Таможенного союза «О безопасности зданий и сооружений, строительных материалов и изделий».

## История

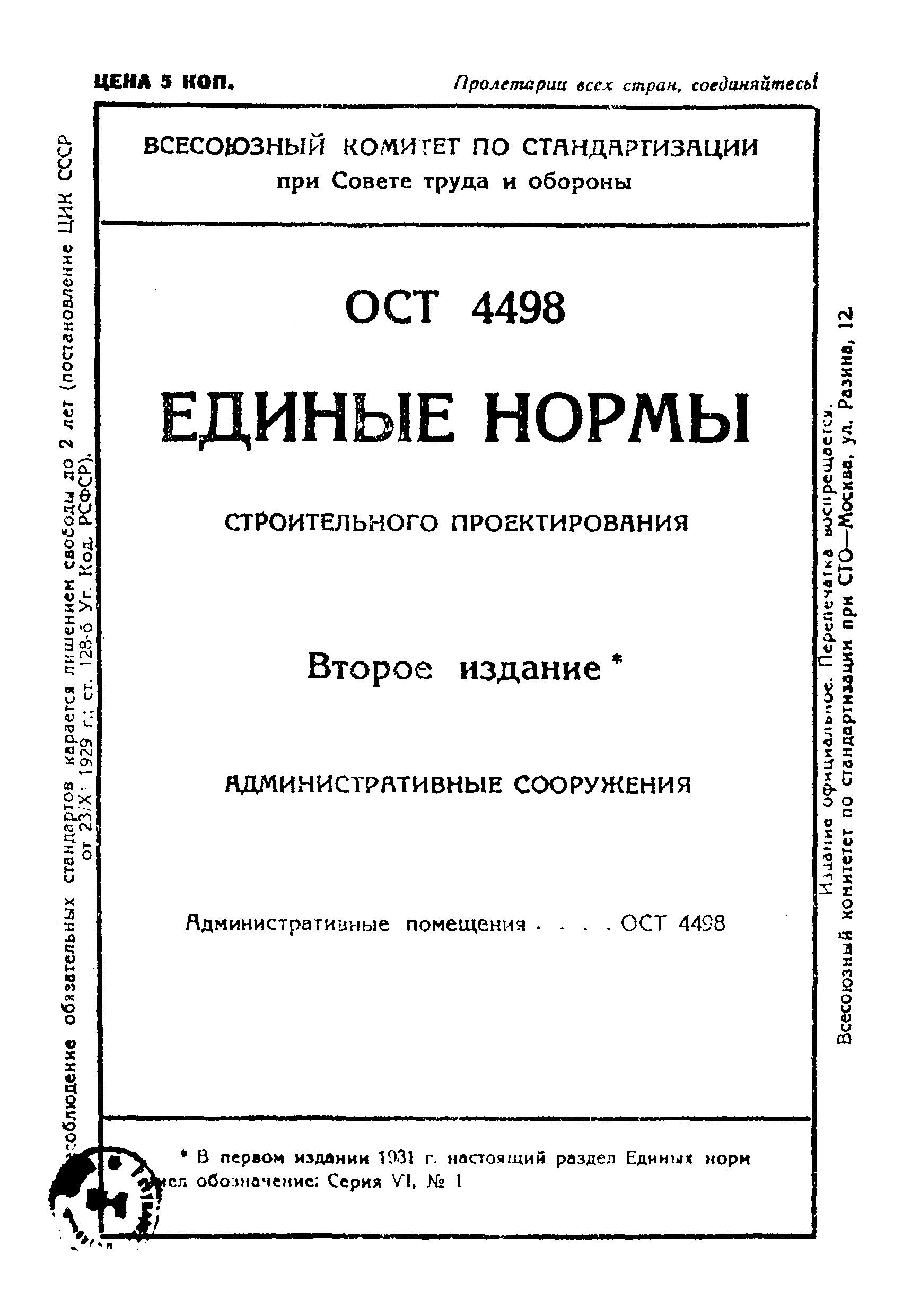
Общесоюзный стандарт ОСТ 4498 Единые нормы строительного проектирования. Административные сооружения. Административные помещения (1931 год)

- 1929 год — Временные правила и нормы проектирования и возведения зданий и сооружений
- 1930 год — Правила и нормы застройки населенных мест, проектирования и возведения зданий и сооружений
- 1958 год — СН 41-58 Правила и нормы планировки и застройки городов

В СССР единые нормы строительного проектирования первоначально существовали в форме общесоюзных стандартов.
Впервые документы под названием «Строительные нормы и правила» были изданы 1954 году. Все требования были объединены в четырёх документах:
- СНиП I «Строительные материалы, детали и конструкции»;
- СНиП II «Нормы строительного проектирования»;
- СНиП III «Правила производства и приемки строительных работ»;
- СНиП IV «Сметные нормы на строительные работы»[7].

После введения утверждались Государственным комитетом Совета Министров СССР по делам строительства.
Принимаемые в СССР СНиПы не были сугубо техническими нормами и правилами, а содержали также и правовые нормы. Так, СНиП 1.06.04-85 «Положение о главном инженере (главном архитекторе) проекта», утвержденные постановлением Госстроя СССР от 28.06.1985 № 103 и введённые в действие 15 июля 1985 года, определяют права, обязанности и ответственность главного инженера и главного архитектора проекта.

### 1974—1981 годы
Издавались документы:
- строительные нормы и правила (СНиП);
- нормы отвода земель, нормы продолжительности проектирования и строительства объектов, нормы задела в строительстве, нормы расхода строительных материалов, конструкций и изделий на капитальное строительство, нормы технологического проектирования, нормы выработки и расценки на строительные и ремонтно-строительные работы, санитарные нормы проектирования промышленных предприятий и др.;
- правила устройства электроустановок, правила о договорах на выполнение проектных и изыскательских работ для капитального строительства и др.;
- инструкции, устанавливающие нормы и правила: проектирования предприятий отдельных отраслей промышленности, а также зданий и сооружений различного назначения, конструкций и инженерного оборудования; производства отдельных видов строительно-монтажных работ; применения материалов, конструкций и изделий; по организации проектно-изыскательских работ, механизации работ, нормированию труда и разработке проектно-сметной документации в строительстве и др[8].

Нормативным документам присваивалось условное обозначение:
- СНиП — строительные нормы и правила, номер присваивался в соответствии со структурой СНиП;
- СН — другие общесоюзные нормы, правила и инструкции, присваивался порядковый номер;
- ВСН — ведомственные нормативные документы, присваивался порядковый номер, под чертой писалось сокращенное название органа, утвердившего нормативный документ;
- РСН — республиканские нормативные документы, присваивался порядковый номер, под чертой писалось сокращенное название органа, утвердившего нормативный документ[9].

### 1982—1994 годы
В соответствии с СНиП 1.01.01-82 существовали типы документов:
- общесоюзные нормативные документы[10];
  - строительные нормы и правила (СНиП);
  - общесоюзные нормы технологического проектирования (ОНТП);
  - нормативные документы органов государственного надзора;
  - общесоюзные нормативные документы отдельных министерств и ведомств СССР (например, ПУЭ[11]);
  - общесоюзные нормативные документы общественных организаций;
- ведомственные нормативные документы[12];
  - ведомственные (отраслевые) строительные нормы (ВСН);
  - ведомственные нормы технологического проектирования (ВНТП);
  - отдельные сметные нормативы;
- республиканские нормативные документы[13];
  - республиканские строительные нормы (РСН);
  - отдельные сметные нормативы.

Закон СССР 1991 года «О защите прав потребителей» относил строительные нормы и правила к государственным стандартам. На момент распада СССР в строительной отрасли существовало 140 строительных норм и правил и 700 стандартов.
Соглашение о создании Содружества Независимых Государств предусматривало, что на территориях подписавших его государств не допускается применение норм бывшего Союза ССР. При ратификации соглашения было установлено, что для реализации этих положений до принятия соответствующих законодательных актов РСФСР нормы бывшего Союза ССР применяются в части, не противоречащей Конституции РСФСР и законодательству РСФСР.
Акты министерств и ведомств СССР, принятые в пределах полномочий, переданных Российской Федерацией Союзу ССР действуют на территории РСФСР непосредственно до приостановки. Остальные акты требуют ратификации или подтверждения Российской Федерацией.
Функции непосредственного управления организациями, предприятиями и учреждениями на территории РСФСР было дано право осуществлять следующим ведомствам Союза ССР:
- Министерство обороны СССР;
- КГБ СССР;
- Министерство гражданской авиации СССР;
- Министерство путей сообщения СССР;
- Министерство морского флота СССР;
- Министерство связи СССР;
- Министерство энергетики и электрификации СССР (кроме капитального строительства);
- Министерство атомной энергетики и промышленности СССР;
- Оборонные отрасли промышленности и космонавтики в части заказов Минобороны СССР и союзных программ[19].

### 1995—2002 годы
В соответствии с СНиП 10-01-94 существовали типы документов:
- федеральные нормативные документы
  - строительные нормы и правила Российской Федерации (СНиП);
  - государственные стандарты Российской Федерации в области строительства (ГОСТ Р);
  - своды правил по проектированию и строительству (СП);
  - руководящие документы Системы (РДС);
  - межгосударственные строительные нормы и правила и межгосударственные стандарты (ГОСТ), введенные в действие на территории Российской Федерации;
- нормативные документы субъектов Российской Федерации
  - территориальные строительные нормы (ТСН);
  - ведомственные нормы технологического проектирования (ВНТП);
  - отдельные сметные нормативы;
- производственно-отраслевые нормативные документы
  - стандарты предприятий (объединений) строительного комплекса и стандарты общественных объединений (СТП и СТО).

СНиП 10-01-94 признан недействующим в 2003 году.
СНиПы «Сборники сметных норм и расценок на строительные работы» были отменены в 2002 году приказом Госстроя России.

### После 2003 года
Принятый закон «О техническом регулировании» предусматривал только существование стандартов. Понятие «свод правил» было введено в закон в 2007 году. По принятому в 2008 году положению разрабатывать своды правил могут исключительно федеральные органы исполнительной власти.
Минстрой России делал попытки в 2003 году зарегистрировать в Минюсте СНиПы (например, СНиП 11-01-95), но получил отказ. После отказа в государственной регистрации СНиП 11-01-95 был отменен. По мнению Минюста содержащиеся в СНиПах технические требования могут содержаться либо в технических регламентах (при их обязательном характере), либо в документах добровольного применения. СНиП 11-04-2003 (СП 111.13330.2011) «Инструкция о порядке разработки, согласования, экспертизы и утверждения градостроительной документации» зарегистрирован в Минюсте.
При принятии технического регламента «О безопасности зданий и сооружений» было установлено, что особенности технического регулирования в области обеспечения безопасности зданий и сооружений устанавливаются этим техническим регламентом. Для целей технического регламента строительные нормы и правила, утвержденные до дня вступления в силу закона, были признаны сводами правил. В соответствии с требованиями закона до 1 июля 2012 года строительные нормы и правила были переоформлены с присваиванием новых обозначений.
Для целей технического регламента утверждены:
- перечень национальных стандартов и сводов правил (частей таких стандартов и сводов правил), в результате применения которых на обязательной основе обеспечивается соблюдение требований Федерального закона «Технический регламент о безопасности зданий и сооружений» — утверждаемый Правительством Российской Федерации;
- перечень документов в области стандартизации, в результате применения которых на добровольной основе обеспечивается соблюдение требований Федерального закона «Технический регламент о безопасности зданий и сооружений» — утверждаемый Росстандартом.

С июля 2016 года лишь своды правил из перечня, утвержденного Правительством, могут распространяться на тот же объект и аспект стандартизации, что и принятые национальные стандарты. А исключение сводов правил из перечней является основанием для их отмены.
В национальных стандартах для указания объектов стандартизации используются ключевые слова. Аспект стандартизации указывается в наименовании стандарта в виде подзаголовка.
До 2009 года СНиП 2.01.51-90 «Инженерно-технические мероприятия гражданской обороны» являлся секретным.